# Маленький Мук (мультфільм)
«Маленький Мук» — радянський мальований мультфільм, створений режисером Ольгою Ходатаєвою та мультиплікатором Петром Носовим у 1938 році, за мотивами однойменної казки Вільгельма Гауфа, на студії «Союзмультфільм»   . Варвара Бутягіна виступила автором сценарію, який був поданий до ГУК в 1937.
Знаходиться у громадському надбанні, оскільки його випустили понад 70 років тому. Є прикладом переходу від техніки західної мультиплікації до нової манери радянської анімації в цілому і студії «Союзмультфільм».

## Сюжет
Про хлопчика-сироту на прізвисько «Маленький Мук» та його пригоди.